# Rousset-les-Vignes
Pour les articles homonymes, voir Vignes.
Pour le vin, voir rousset-les-vignes (AOC).
Rousset-les-Vignes est une commune française située dans le département de la Drôme, en région Auvergne-Rhône-Alpes.

## Géographie

### Localisation
Rattachée à la communauté de communes Enclave des Papes-Pays de Grignan, Rousset-les-Vignes est située à 15 km à l'est de Grignan (chef-lieu du canton), à 10 km au nord-ouest de Nyons et à 21 km au sud de Dieulefit.

### Climat
Pour des articles plus généraux, voir Climat d'Auvergne-Rhône-Alpes et Climat de la Drôme.
En 2010, le climat de la commune est de type climat méditerranéen altéré, selon une étude du Centre national de la recherche scientifique s'appuyant sur une série de données couvrant la période 1971-2000. En 2020, Météo-France publie une typologie des climats de la France métropolitaine dans laquelle la commune est dans une zone de transition entre le climat de montagne et le climat méditerranéen et est dans une zone de transition entre les régions climatiques « Provence, Languedoc-Roussillon » et « Alpes du sud ». 
Pour la période 1971-2000, la température annuelle moyenne est de 11,7 °C, avec une amplitude thermique annuelle de 17,1 °C. Le cumul annuel moyen de précipitations est de 853 mm, avec 7 jours de précipitations en janvier et 3,8 jours en juillet. Pour la période 1991-2020, la température moyenne annuelle observée sur la station météorologique de Météo-France la plus proche, « Taulignan », sur la commune de Taulignan à 7 km à vol d'oiseau, est de 14,0 °C et le cumul annuel moyen de précipitations est de 842,4 mm,. Pour l'avenir, les paramètres climatiques de la commune estimés pour 2050 selon différents scénarios d'émission de gaz à effet de serre sont consultables sur un site dédié publié par Météo-France en novembre 2022.

## Urbanisme

### Typologie
Au 1er janvier 2024, Rousset-les-Vignes est catégorisée commune rurale à habitat très dispersé, selon la nouvelle grille communale de densité à 7 niveaux définie par l'Insee en 2022.
Elle est située hors unité urbaine. Par ailleurs la commune fait partie de l'aire d'attraction de Valréas, dont elle est une commune de la couronne,. Cette aire, qui regroupe 12 communes, est catégorisée dans les aires de moins de 50 000 habitants,.

### Occupation des sols
L'occupation des sols de la commune, telle qu'elle ressort de la base de données européenne d’occupation biophysique des sols Corine Land Cover (CLC), est marquée par l'importance des forêts et milieux semi-naturels (59,8 % en 2018), en diminution par rapport à 1990 (61,3 %). La répartition détaillée en 2018 est la suivante : 
forêts (54,3 %), cultures permanentes (36,7 %), milieux à végétation arbustive et/ou herbacée (5,5 %), zones agricoles hétérogènes (3,5 %). L'évolution de l’occupation des sols de la commune et de ses infrastructures peut être observée sur les différentes représentations cartographiques du territoire : la carte de Cassini (XVIIIe siècle), la carte d'état-major (1820-1866) et les cartes ou photos aériennes de l'IGN pour la période actuelle (1950 à aujourd'hui).

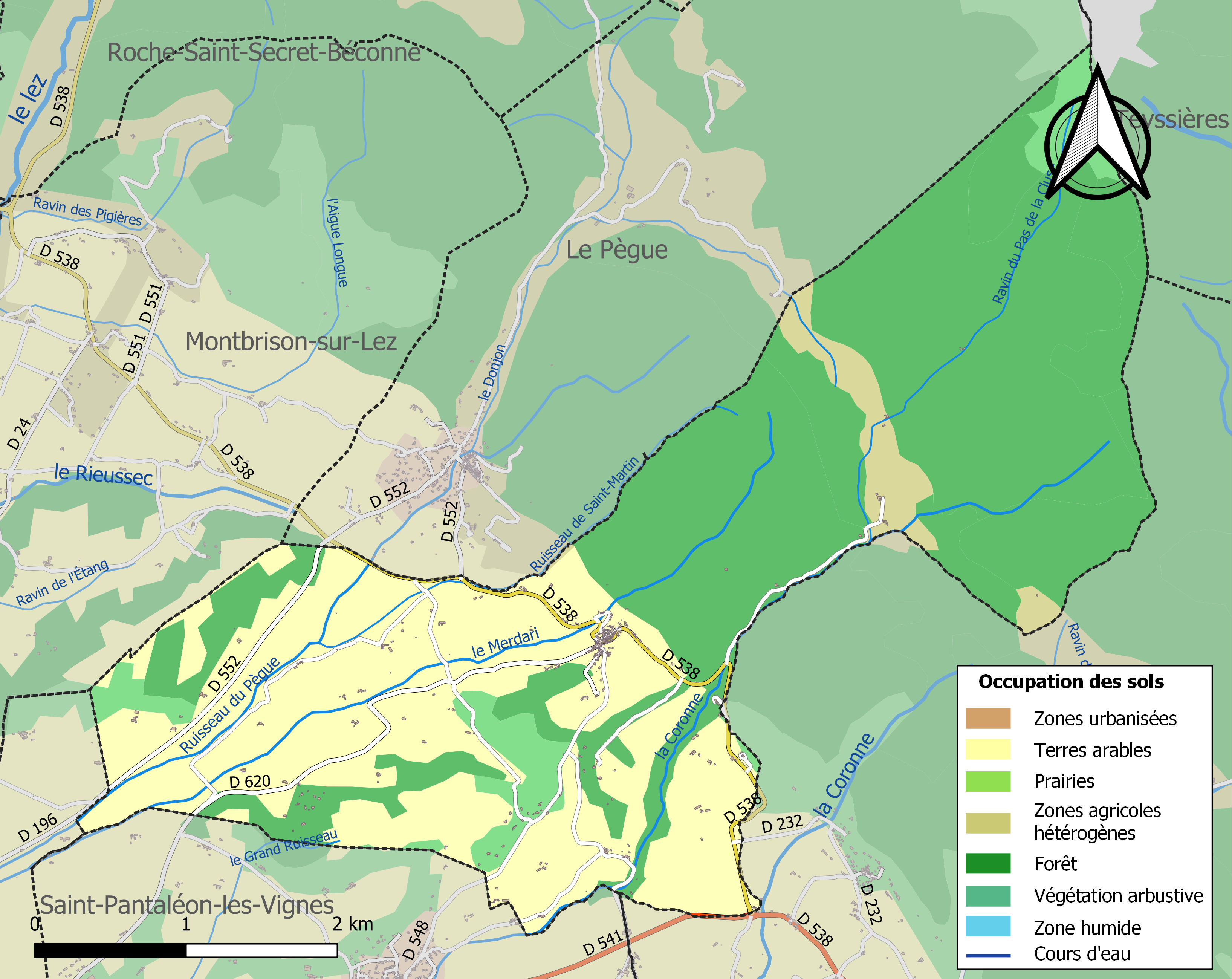
Carte des infrastructures et de l'occupation des sols de la commune en 2018 (CLC).

## Toponymie

### Attestations
Dictionnaire topographique du département de la Drôme :
- 1214 : castrum de Rosseuf (Inventaire des dauphins, 251).
- XIVe siècle : Rossetum (pouillé de Die).
- XIVe siècle : mention de la paroisse : Capella de Rosseta (pouillé de Die).
- (non daté) : mention de l'église : Ecclesia Beate Marie Magdalane loci Rosseti (visites épiscopales).
- 1519 : mention de la paroisse : Cura Rosseti (pouillé de Die).
- XVIIe siècle : mention de la paroisse : Cura de Rosset in comitatu Venayssini (rôle de décimes).
- 1673 : Rosset (archives de la Drôme, E 5870).
- 1891 : Rousset, commune du canton de Grignan.

(non daté)[réf. nécessaire] : Rousset-les-Vignes.

## Histoire
Pour un article plus général, voir Histoire de la Drôme.

### Protohistoire
Le territoire est voisin de celui du Pègue (voir ce lieu).

### Antiquité: les Gallo-romains
Lors de la colonisation romaine, ce territoire fut rattaché à tribu gauloise des Aletani, dont la capitale était Aletanum[réf. nécessaire].

### Du Moyen Âge à la Révolution
L'origine du village est due au prieuré clunisien de Saint-Pantaléon.

Au cours du XIe siècle, les moines bénédictins de Saint-Pantaléon construisirent sur place un monumental prieuré adossé à la montagne de la Lance, qu'ils placèrent sous la protection de dom Mayeul de Cluny. Ils commencèrent à implanter un vignoble sur les coteaux gréseux. Par la suite, ils firent entourer de remparts leur établissement et l'agglomération qui s'était créée autour[réf. nécessaire].
XIIe siècle : un château est construit par les comtes de Valentinois (le castrum de Rosseuf est attesté en 1214). Ses fortifications seront modifiées au XIVe siècle et totalement restaurées au cours du XVe siècle[réf. nécessaire].
La seigneurie :
- 1339 : au point de vue féodal, la terre ou seigneurie est la possession des prieurs du lieu.
- XVe siècle : une part appartient à des bâtards de la maison de Poitiers.
- 1456 : la plus grande partie appartient aux Diez.
  - 1494 : la part des Diez passe (par mariage) aux Alrics.
  - Les Alrics acquièrent la part des bâtards de Poitiers.
  - La part des Alrics passe aux Marcel.
  - Elle passe aux Vesc.
  - Fin XVIe siècle : elle passe aux Vincens qui obtiennent du pape Alexandre VIII l'érection de Rousset en marquisat.
  - 1723 : le marquisat passe aux Durand de Pontaujard.
  - 1755 : il passe (par héritage) aux Armand de Forest, derniers seigneurs.

Début XIVe siècle : lors de la présence des papes en Avignon, la commune est intégrée dans le Comtat Venaissin (voir enclave des papes)[réf. nécessaire].
1451 : le village est assiégée par des bandes de pillards qui ne purent forcer les remparts. La paix revenue le village médiéval pris son aspect Renaissance[réf. nécessaire].
Avant 1708, la communauté comprend les deux communes actuelles de Rousset-les-Vignes et de Saint-Pantaléon-les-Vignes.
1747 : le hameau de Saint-Pantaléon (autrefois Saint-Pantaly) est détaché de Rousset.
1744 (démographie) : 156 habitants.
Avant 1790, Rousset était une communauté du Comtat-Venaissin, répondant pour la justice au bailliage de Valréas.
C'était également une paroisse du diocèse de Die, dont l'église, premièrement dédiée à sainte Marie-Madeleine, fut mise sous le vocable de saint Mayeul en 1736, et dont la collation de la cure et les dîmes appartenaient au prieur du lieu (voir Serre-Mayol).

#### Serre-Mayol
Dictionnaire topographique du département de la Drôme :
- 1449 : Prioratus de Rosseto (pouillé hist.).
- 1509 : mention de l'église Saint-Mayol : Ecclesia parrochialis Beati Mayolis prope et extra loci Rosseti (visites épiscopales).
- 1515 : Prioratus Rosseti et Sancti Panthalionis (Long, notaire à Grignan).
- XVIe siècle : Prioratus de Roseto (pouillé gén.).
- 1596 : Sainct Mayol (archives de la Drôme, E 5898).
- 1891 : Serre-Mayol, quartier de la commune de Rousset.

Emplacement d'un prieuré de l'ordre de Saint-Benoît, filiation de Cluny, et de la dépendance du prieuré du Pont-Saint-Esprit, uni dès le XVIe siècle à celui de Saint-Pantaléon, dont le titulaire était décimateur dans les deux paroisses de Rousset et de Saint-Pantaléon, et dont l'église dédiée à saint Mayol fut paroissiale jusqu'au début du XVIIe siècle. Cette église était interdite depuis quelque temps en 1737.

## Politique et administration

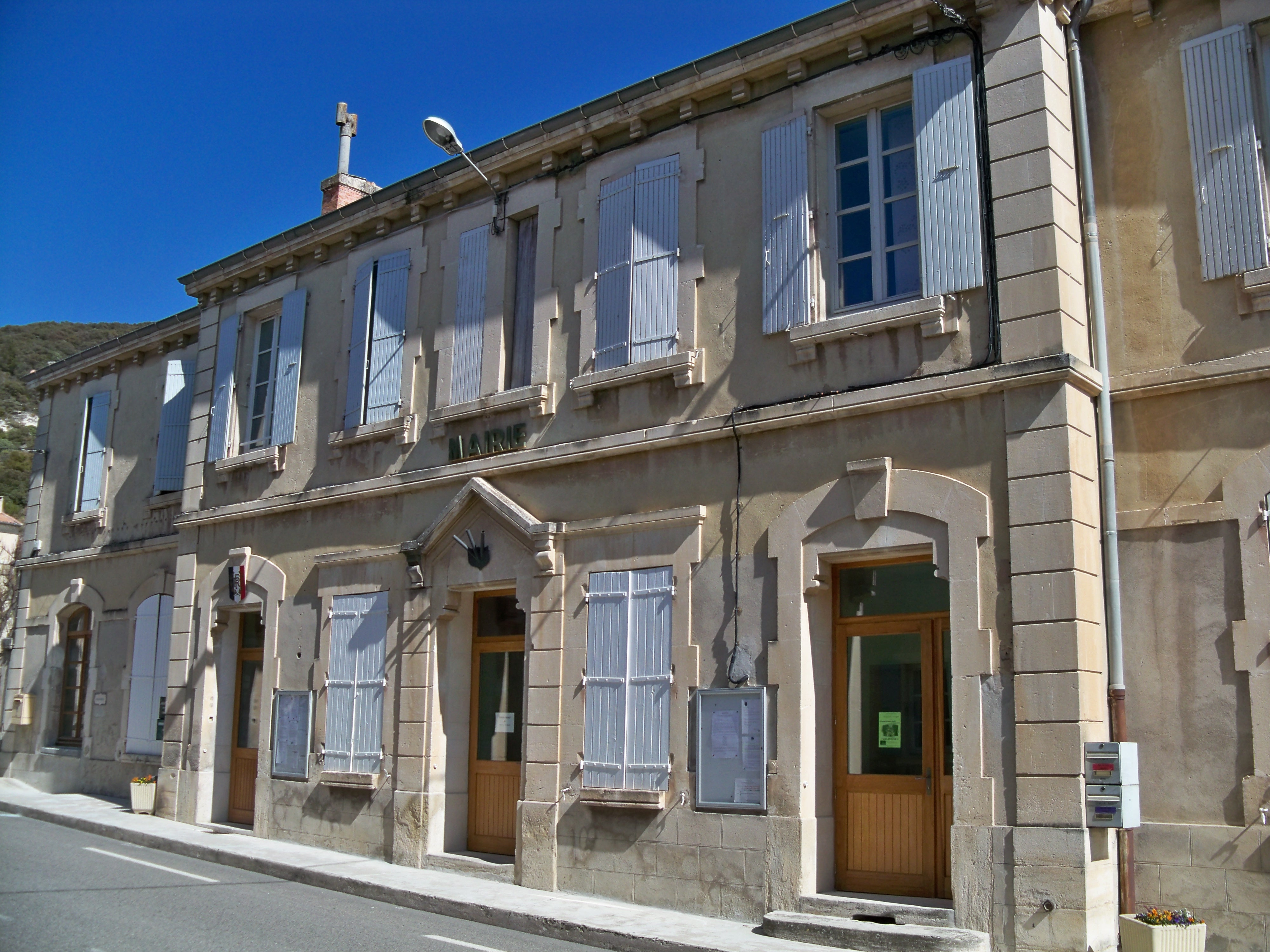
Mairie de Rousset-les-Vignes.

### Administration municipale
Le conseil municipal est composé de deux adjoints et de huit conseillers municipaux.

### Liste des maires

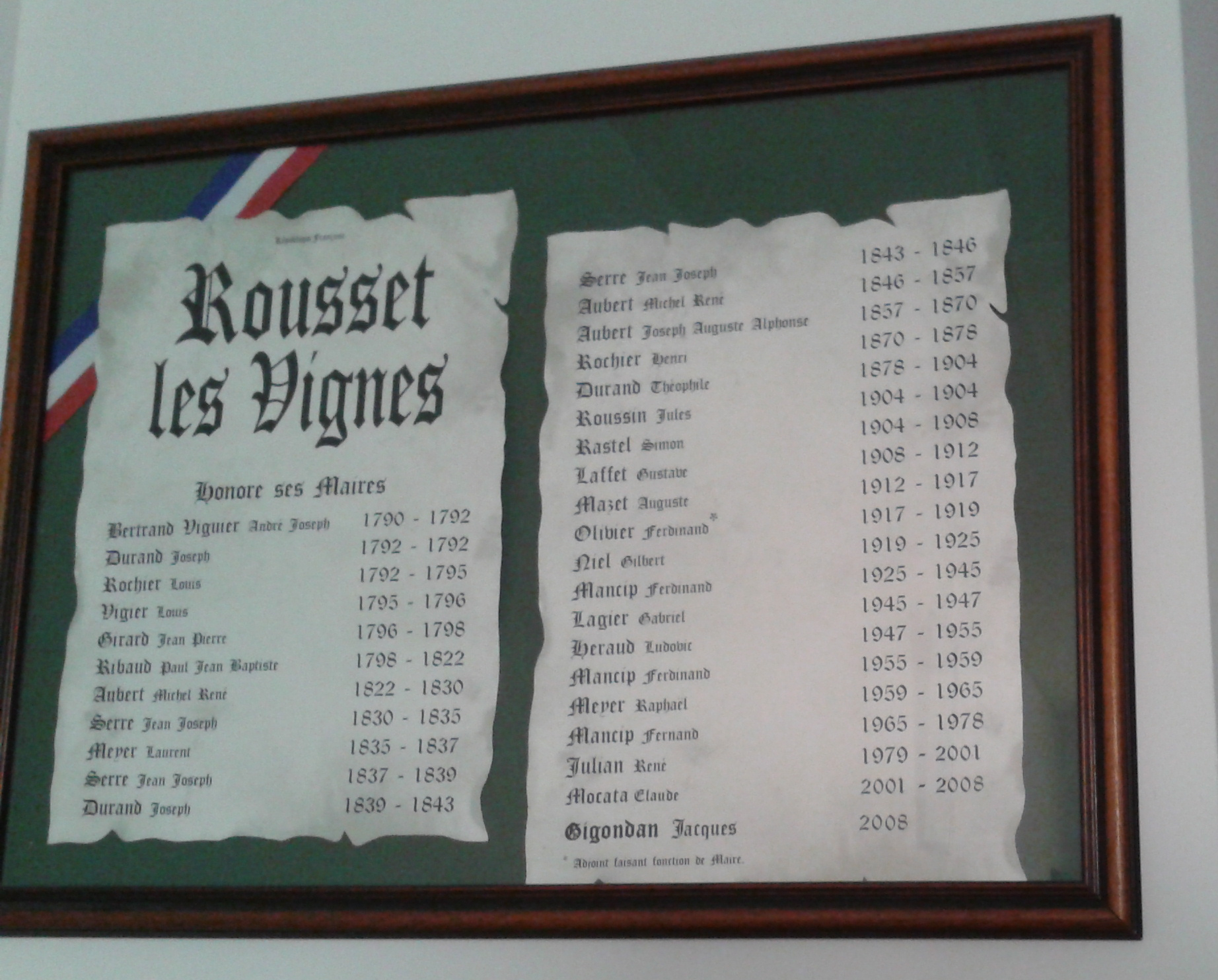
Les maires de Rousset-les-Vignes.

| Période   | Période                       | Identité         | Étiquette | Qualité  |
| --------- | ----------------------------- | ---------------- | --------- | -------- |
| 1945      | 1947                          | Gabriel Lagier   |           |          |
| 1947      | 1955                          | Ludovic Heraud   |           |          |
| 1955      | 1959                          | Ferdinand Mancip |           |          |
| 1959      | 1965                          | Raphaël Meyer    |           |          |
| 1965      | 1978                          | Fernand Mancip   |           |          |
| 1979      | mars 2001                     | René Julian      | PS        |          |
| mars 2001 | mars 2008                     | Claude Mocata    |           |          |
| mars 2008 | En cours (au 22 janvier 2015) | Jacques Gigondan | DVD       | Retraité |

## Population et société

### Démographie
L'évolution du nombre d'habitants est connue à travers les recensements de la population effectués dans la commune depuis 1793. Pour les communes de moins de 10 000 habitants, une enquête de recensement portant sur toute la population est réalisée tous les cinq ans, les populations de référence des années intermédiaires étant quant à elles estimées par interpolation ou extrapolation. Pour la commune, le premier recensement exhaustif entrant dans le cadre du nouveau dispositif a été réalisé en 2004.

En 2022, la commune comptait 275 habitants, en évolution de −6,14 % par rapport à 2016 (Drôme : +2,64 %, France hors Mayotte : +2,11 %).
| 1793 | 1800 | 1806 | 1821 | 1831 | 1836 | 1841 | 1846 | 1851 |
| ---- | ---- | ---- | ---- | ---- | ---- | ---- | ---- | ---- |
| 780  | 803  | 830  | 776  | 739  | 763  | 754  | 728  | 760  |

| 1856 | 1861 | 1866 | 1872 | 1876 | 1881 | 1886 | 1891 | 1896 |
| ---- | ---- | ---- | ---- | ---- | ---- | ---- | ---- | ---- |
| 772  | 757  | 750  | 729  | 700  | 632  | 622  | 601  | 570  |

| 1901 | 1906 | 1911 | 1921 | 1926 | 1931 | 1936 | 1946 | 1954 |
| ---- | ---- | ---- | ---- | ---- | ---- | ---- | ---- | ---- |
| 532  | 512  | 457  | 340  | 313  | 308  | 319  | 254  | 229  |

| 1962 | 1968 | 1975 | 1982 | 1990 | 1999 | 2004 | 2006 | 2009 |
| ---- | ---- | ---- | ---- | ---- | ---- | ---- | ---- | ---- |
| 237  | 228  | 216  | 257  | 257  | 254  | 283  | 288  | 289  |

| 2014 | 2019 | 2022 | - | - | - | - | - | - |
| ---- | ---- | ---- | - | - | - | - | - | - |
| 293  | 280  | 275  | - | - | - | - | - | - |

### Enseignement
La commune relève de l'académie de Grenoble.

### Manifestations culturelles et festivités
- Fête : le 15 août[13].

#### Loisirs
- Chasse[13].

### Médias
Le territoire de la commune se situe dans l'aire de diffusion de plusieurs médias :
- Presse écrite
  - Le Dauphiné libéré, quotidien régional qui consacre, chaque jour, y compris le dimanche, dans son édition de « Romans et Drôme des collines » un ou plusieurs articles à l'actualité du canton et de la commune, ainsi que des informations sur les éventuelles manifestations locales, les travaux routiers, et autres événements divers à caractère local.
  - L'Agriculture Drômoise, journal d'informations agricoles et rurales, couvre l'ensemble du département de la Drôme.
  - Drôme Hebdo (ancien Peuple Libre), hebdomadaire chrétien d'informations.
- Presse audio-visuelle
  - Ici Drôme Ardèche est une radio publique diffusée sur son territoire.

### Cultes
Le pèlerinage à la chapelle Notre-Dame-de-Beauvoir a lieu le 8 septembre.

## Économie
En 1992 : lavande, vignes (vins AOC Côtes du Rhône-Village), vergers, oliviers, truffes, ovins.
Les vignerons de la commune sont représentés au sein de la Commanderie des Costes du Rhône, confrérie bachique, qui tient ses assises au château de Suze-la-Rousse, siège de l'Université du vin[réf. nécessaire].

### Commerce
- Un antiquaire[13].

## Culture locale et patrimoine

### Lieux et monuments

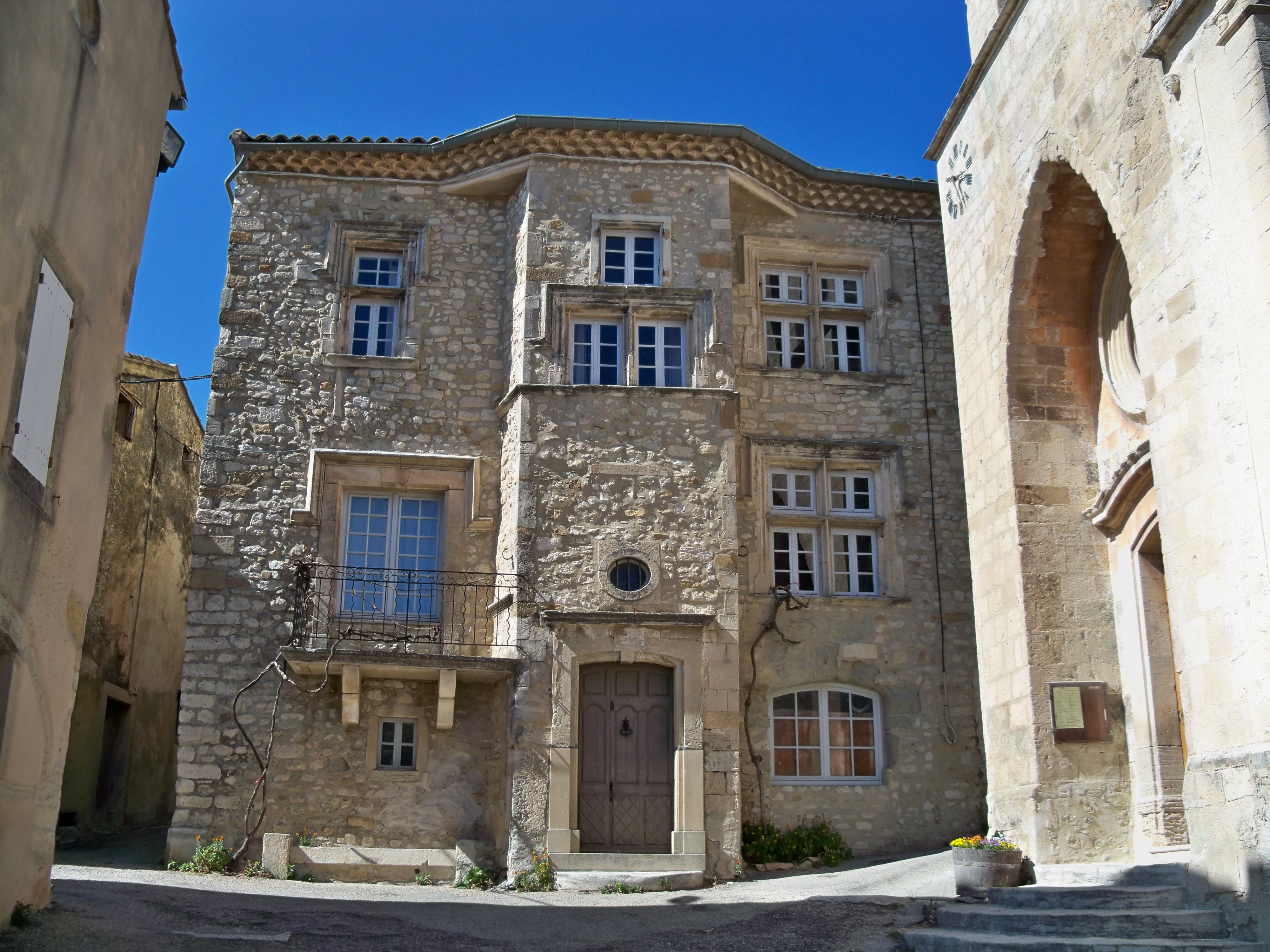
Façade du prieuré de Rousset-les-Vignes.

- Ancien prieuré clunisien du Xe siècle : façade Renaissance[13]. Il est situé au centre du village, à côté de l'église. Abandonné lors de la Révolution, c'est aujourd'hui une propriété privée[réf. nécessaire].
- Vestiges du château du XIIe siècle dont il ne reste que les soubassements. Ses fortifications furent modifiées au XIVe siècle et totalement restaurées au cours du XVe siècle[réf. nécessaire].

Château du XIVe siècle : tours, portail gothique, escalier à vis.
- Église Saint-Mayeul de Rousset-les-Vignes d'origine romane (remaniée) : façade (IMH), pierre tombale (XVIe siècle), statue (en bois) de la Vierge[13].
- Maisons médiévales[13].
- Chapelle Notre-Dame-de-Beauvoir (XIVe siècle au XVIIe siècle)[13].
- Château du XVIe siècle à l'angle ouest de l'enceinte du village[réf. nécessaire].

### Patrimoine culturel
- Musée du prieuré[13].
- Vie artistique[13].

### Personnalités liées à la commune
- Jean-Marie Martinel de Visan (1762-1833), homme politique né au Rousset, député de la Drôme.
- Henri Durand (né en 1919 à Rousset-les-Vignes) : ancien maire de Bourg-de-Péage et député de la Drôme.

### Héraldique, logotype et devise
| Blason de Rousset-les-Vignes | Blason  | De gueules au chevron d'or accompagné de trois croisettes du même, au chef d'argent chargé d'un soleil non figuré du champ. DeviseTant qu'il luira. |
| Blason de Rousset-les-Vignes | Détails | Le statut officiel du blason reste à déterminer. |